# Mittenothamnium horridulum
Mittenothamnium horridulum är en bladmossart som beskrevs av Jules Cardot 1913. Mittenothamnium horridulum ingår i släktet Mittenothamnium och familjen Hypnaceae. Inga underarter finns listade i Catalogue of Life.